# Solanum opacum
Solanum opacum là loài thực vật có hoa trong họ Cà. Loài này được A. Br. & Bouché miêu tả khoa học đầu tiên năm 1853.